# Urjupinsk
Urjupinsk (russisch Урю́пинск) ist eine Stadt mit 41.590 Einwohnern (Stand 14. Oktober 2010) in der Oblast Wolgograd in Russland. Sie befindet sich 340 km nordwestlich der Gebietshauptstadt Wolgograd, am linken Ufer des Flusses Chopjor.

## Geschichte

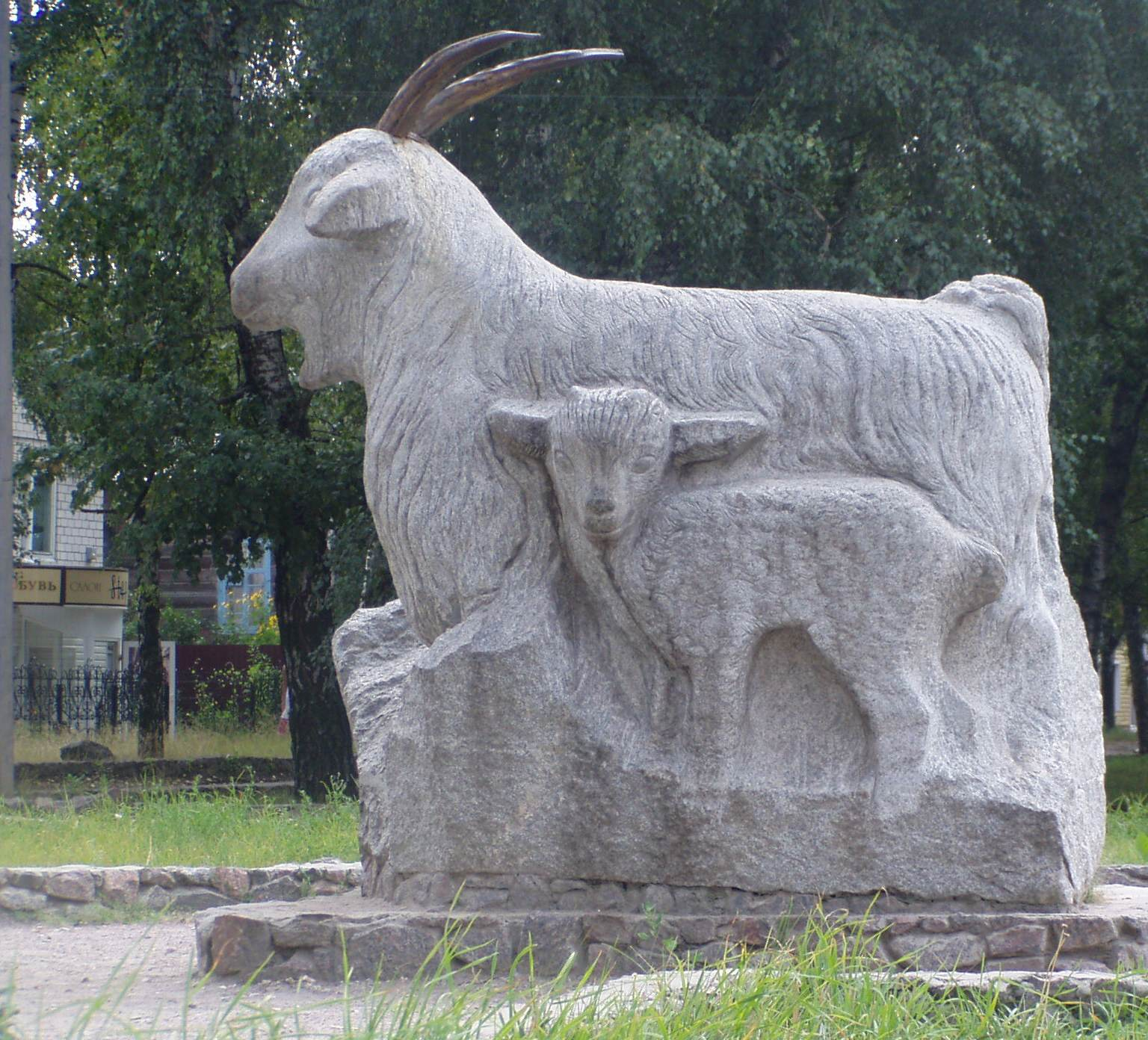
Ziegendenkmal in Urjupinsk

Das genaue Gründungsdatum des Ortes ist nicht bekannt: Einige Historiker meinen, dass Urjupinsk bereits im 15. Jahrhundert an den Südgrenzen des damaligen Rjasaner Fürstentums bestand, die anderen gehen von einer Gründung erst um 1618 durch Donkosaken aus. Der Stadtname könnte von der Bezeichnung u ruba – „am Hang“ – abstammen und die ursprüngliche Lage an einem steilen Flussufer bedeutet haben.
Im Laufe der nächsten Jahrhunderte wurde Urjupinsk vorwiegend von Kosaken bewohnt und war noch bis Anfang des 20. Jahrhunderts eine Staniza, also ein Kosakendorf, namens Urjupinskaja. Ab dem 18. Jahrhundert erlangte das Dorf als Handelsplatz überregionale Bedeutung, zweimal jährlich wurden hier Jahrmärkte veranstaltet.
Am 7. Januar 1929 erhielt die Staniza Urjupinskaja den Stadtstatus und den Namen Urjupinsk. Zugleich wurde sie Rajon-Zentrum.
In der Stadt bestand während des Kriegs das Kriegsgefangenenlager 123 für deutsche Kriegsgefangene des Zweiten Weltkriegs. Aus ihm ging sehr wahrscheinlich das Kriegsgefangenenhospital 5770 hervor, in dem schwer Erkrankte versorgt wurden.

### Bevölkerungsentwicklung
| Jahr | Einwohner |
| ---- | --------- |
| 1897 | 11.286    |
| 1926 | 14.417    |
| 1939 | 21.686    |
| 1959 | 31.546    |
| 1970 | 38.192    |
| 1979 | 40.229    |
| 1989 | 42.954    |
| 2002 | 41.960    |
| 2010 | 41.590    |

Anmerkung: Volkszählungsdaten

## Wirtschaft
Eine bedeutende Rolle in und um Urjupinsk spielt die Landwirtschaft. In der Stadt gibt es mehrere Nahrungsmittelbetriebe, ferner eine Schuh-, eine Möbel-, eine Textilfabrik, ein Kranwerk und eine Papier- und Verpackungsfabrik. Eine lokale Spezialität sind außerdem Tücher aus Ziegendaunen. Auf dieses alte und ungewöhnliche Handwerk spielt auch das Ziegen-Denkmal in Urjupinsk an, das im September 2000 eingeweiht wurde. 

## Kurioses um den Stadtnamen
In der russischen Umgangssprache wird der Name Urjupinsk oft scherzhaft als Synonym für einen abgelegenen Provinzort gebraucht, vergleichbar mit dem in Teilen Deutschlands als realer Ort wenig bekannten Buxtehude. Eingebürgert hat sich dieser Ausdruck mit dem Kinofilm Ein Menschenschicksal nach dem gleichnamigen Roman des Schriftstellers Michail Scholochow, dessen Handlung sich in Urjupinsk abspielt. Mehrere Bürgermeister nutzten diesen Witz und die dadurch entstandene Bekanntheit und regten eine zivilgesellschaftliche Entwicklung an, welche in Russland seinesgleichen sucht.

## Söhne und Töchter der Stadt
- Michail Samochin (1902–1998), sowjetischer Offizier
- Sergei Schtemenko (1907–1976), Armeegeneral
- Jewgeni Dschugaschwili (1936 – 2016), russischer Offizier